# Fonyó Barbara
Fonyó Barbara (Debrecen, 1972. március 15. –) magyar énekesnő (koloratúrszoprán), színésznő. Elsősorban operákban és zenés darabokban lép fel. 2009 óta a budapesti Madách Színház művésze.

## Családja
Édesapja Fonyó István színművész, édesanyja Kállai Bori színésznő. Nevelőapja Vitray Tamás televíziós riporter. Második házasságában él, két fiát neveli.

## Életpályája
Már fiatalon közel került a színpadhoz szülei révén, hiszen mindketten színészek. Gyermekként szerepelt a debreceni Csokonai Színházban prózai előadásokon, ám ő mindig operaénekes szeretett volna lenni.
A Színház- és Filmművészeti Főiskolán osztályfőnöke Szinetár Miklós volt. A főiskola másodéves hallgatójaként egy sikeres próbaéneklés után megkapta Eliza szerepét a My Fair Lady című musicalben a Nemzeti Színház produkciójában. 34 előadáson át sikerrel játszott, amikor az Operaház egyik vezető tenoristája azt tanácsolta, hogy ha valóban operaénekes szeretne lenni, hagyjon fel a prózával. Így, bár folytatta zenei tanulmányait Adorján Ilonánál, tovább nem vállalta Eliza szerepét. A főiskolát végül nem fejezte be.
Operai debütálása Giuseppe Verdi Rigolettójának Gildájaként volt a Szegedi Nemzeti Színházban. Adél szerepét ifj. Johann Strauss A denevérjéből pedig Miskolcon játszhatta nagy sikerrel. 1997 végén az Operaházban is énekelte ezt a szerepet, ám mivel első gyermekét várta, rövid időre búcsúzott a színpadtól.
A Szegedi Szabadtéri Játékok keretében Erkel Hunyadi László című operájában Gara Mária szerepét osztották rá, majd megnyerte az Év hangja díjat, amelyet az Operabálon vehetett át. Luxembourgban harmadik helyen végzett a Geszty Sylvia Nemzetközi Énekversenyen 135 induló közül. 2007 őszén Gildát énekelte az Állami Operaházban és még további két Rigoletto előadásra kérték fel a szezonban.
A Madách Színház, amikor műsorra tűzte Webber nagy sikerű musicaljét, Az operaház fantomját Christine szerepére kérte fel. Akkor kénytelen volt elhalasztani ezt a felkérést, mivel várandós volt második gyermekével, de alig egy év múlva bekapcsolódott a produkcióba.
Emellett Kacsóh Pongrác János vitézében és Erkel Hunyadi László című operájában is játszik az Interoperett koncertjein kívül.

## Főbb szerepei
- Erkel Ferenc: Hunyadi László – Gara Mária
- Kacsóh Pongrác: János vitéz – A francia királykisasszony
- Lloyd Webber: Az operaház fantomja – Christine
- Loewe: My Fair Lady – Elisa Doolittle
- Ifj. Johann Strauss: A denevér – Adél
- Richard Strauss: Ariadné Naxos szigetén – Zerbinetta
- Verdi: Rigoletto – Gilda
- Zerkovitz Béla: Csókos asszony – Pünkösdy Kató
- Mike White - Rocksuli - Iskola igazgató
- Rodgers-Hammerstein: A muzsika hangja – Elsa Schraeder